# 대공전

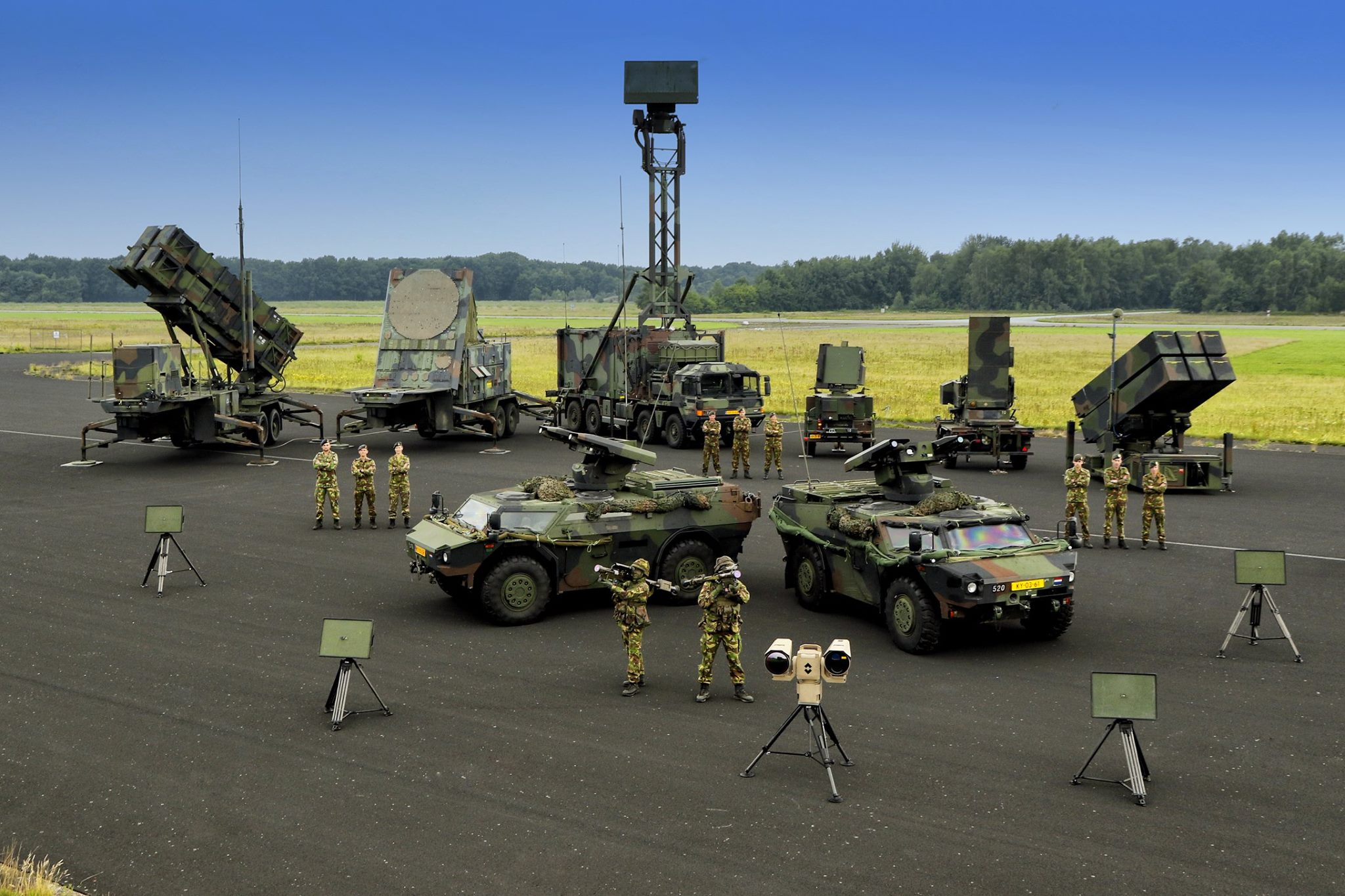
2017년 네덜란드 합동 지상 방공 사령부가 사용한 단거리 및 장거리 대공 시스템을 아티스트가 표현한 것

대공전(anti-aircraft warfare)은 공중전에 대한 대응이며 "적대적인 공중전의 효율성을 무효화하거나 감소시키기 위해 고안된 모든 조치"(NATO의 정의)를 포함한다. 여기에는 수상 기반, 지하(잠수함 발사) 및 공중 기반 무기 시스템, 관련 센서 시스템, 명령 및 제어 장치, 수동적 조치(예: 사격 풍선)가 포함된다. 어떤 위치에서든 해군, 지상군, 공군을 보호하는 데 사용될 수 있다. 그러나 대부분의 국가에서 주요 노력은 본토 방어인 경향이 있다. 미사일 방어는 비행 중인 모든 발사체를 요격하는 임무에 대공 방어를 적용하는 계획과 마찬가지로 대공 방어의 확장이다.
대부분의 현대 대공(AA) 무기 시스템은 단거리, 중거리 또는 장거리 대공 방어에 최적화되어 있지만 일부 시스템에는 여러 무기(예: 기관포 및 지대공 미사일)가 통합될 수 있다. '계층형 대공 방어'는 일반적으로 여러 '계층'의 대공 방어 시스템을 의미하며, 이를 결합하면 공중 위협이 목표에 도달하기 위해 침투해야 한다. 이러한 방어는 일반적으로 단거리, 중거리 또는 장거리 대공 방어에 최적화된 시스템을 결합하여 수행된다.
제2차 세계 대전 당시 영국과 독일, 소련, 현대 NATO와 미국 등 일부 국가에서는 지상 기반 대공방어 및 대공방어 항공기가 통합 지휘통제를 받아왔다. 그러나 전반적인 방공은 본토 방어(군사 시설 포함)를 위한 것일 수 있지만, 현장 병력은 어디에 있든 공중 위협에 대해 자체 방어를 제공한다.
1950년대까지 7.62mm(0.30인치)에서 152.4mm(6인치) 범위의 탄도탄을 발사하는 총이 표준 무기였다. 그런 다음 유도 미사일이 매우 단거리(일반적으로 회전식 기관포를 사용하는 근접 무기 시스템 또는 매우 현대적인 시스템에서는 단거리 공대공 미사일의 지대공 개조)를 제외하고는 지배적이 되었다. 종종 회전식 대포와 하나의 시스템으로 결합된다.

## 같이 보기
- 방위군
- 제공권
- 자주대공포